# Oliver Anders
Oliver Anders (* 1970 in Stuttgart) ist ein ehemaliger deutscher Behindertensportler.

## Werdegang
Oliver Anders ist schwerbehindert und betrieb Schwimmen als Leistungssport in der Startklasse S9 bzw. SM9 (bei Staffeln S7 – 10). Er absolvierte vorwiegend Wettkämpfe in den Disziplinen Freistil, Lagen und Rücken, aber auch Brust. Dabei war er in der Staffel am erfolgreichsten.
Wegen seiner guten Leistungen wurde er in die deutsche Behindertenschwimmnationalmannschaft berufen. Bei den IPC Swimming World Championships 1994 in Malta holte er Gold mit der 4 × 100-m-Lagenstaffel. Im Einzel über 100 m Rücken kam er in der Finalrunde auf Platz 7. Bei den Paralympischen Sommerspielen 1996 in Atlanta erkämpfte sich die deutsche Schwimmmannschaft mit der 4 × 100-m-Staffel im Freistil in der Besetzung Oliver Anders, Holger Kimmig, Detlef Schmidt und Stefan Löffler den Olympiasieg und erhielt damit eine Goldmedaille. Eine zweite Goldmedaille gewann Anders in derselben Besetzung in der 4 × 100-m-Lagenstaffel. Für den Gewinn der beiden Goldmedaillen bei den Paralympischen Sommerspielen 1996 wurden er und die Mitglieder der Freistil- und der Lagenstaffel vom Bundespräsidenten mit dem Silbernen Lorbeerblatt ausgezeichnet. Sein bestes Einzelergebnisse war Rang 7 über 100 m Rücken und Rang 5 über 400 m Freistil.
1998 trat Anders bei den IPC Swimming World Championships in Christchurch an, dabei kam er über 400 m Freistil bis ins Finale, gelangte jedoch erneut nicht auf Medaillenränge.